# Euxoa maizi
Euxoa maizi là một loài bướm đêm trong họ Noctuidae.